# Zdedy (jezioro)
Zdedy – jezioro położone w pobliżu miejscowości Zdedy, w województwie warmińsko-mazurskim, powiecie piskim, gminie Orzysz. 

## Przyroda
Dominuje roślinność szuwarowa oraz liczne zabagnienia. Przylegają do niego lasy i obszary nieleśne w których można spotkać rzadkie chronione gatunki roślin i zwierząt. Po zachodniej stronie jeziora znajduje się torfowisko. Na wodzie można podziwiać duże ilości roślin wodnych takich jak: grzybienie białe, grążel żółty, osoka aloesowata, rdestnica pływająca, rdestnica połyskująca, pływacz zwyczajny, rogatek sztywny, jaskier krążkolistny.